# Rammersmatt
Rammersmatt é uma comuna francesa na região administrativa de Grande Leste, no departamento Alto Reno. Estende-se por uma área de 5,45 km². Em 2010 a comuna tinha 235 habitantes (densidade: 43,1 hab./km²).